# Stephan Born

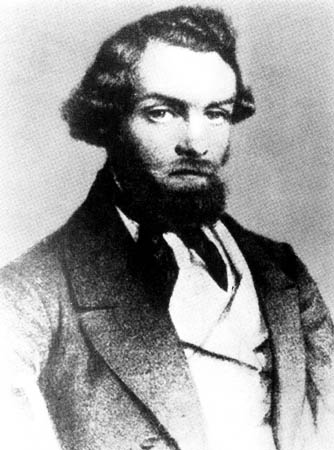
Stephan Born

Stephan Born, född 18 december 1824 och död 4 maj 1898, var en tysk arbetarledare.
Born var en av de ledande i den revolutionära arbetarrörelsen 1848-49. Tidigare än många andra insåg Born nödvändigheten att arbetarna skaffade sig ändamålsenliga organisationer. Av politiska skäl måste han 1849 lämna Tyskland och bosatte sig i Basel, där han dog som professor i litteraturhistoria. Born har bland annat utgett Erinnerungen eines Achtundvierzigers (1898).